# The Glenlivet
The Glenlivet is een Speyside single malt whisky, geproduceerd in de The Glenlivet Distillery in Ballindalloch tussen Tomintoul en Dufftown,    Gelegen in het graafschap Banffshire, Schotland.

## The Glenlivet Distillery
De distilleerderij is de oudste, legale distilleerderij in Schotland en werd opgericht in 1824 door George Smith, samen met zijn zoon James Gordon. Sinds 2000 is de distilleerderij eigendom van het Franse concern Pernod Ricard.

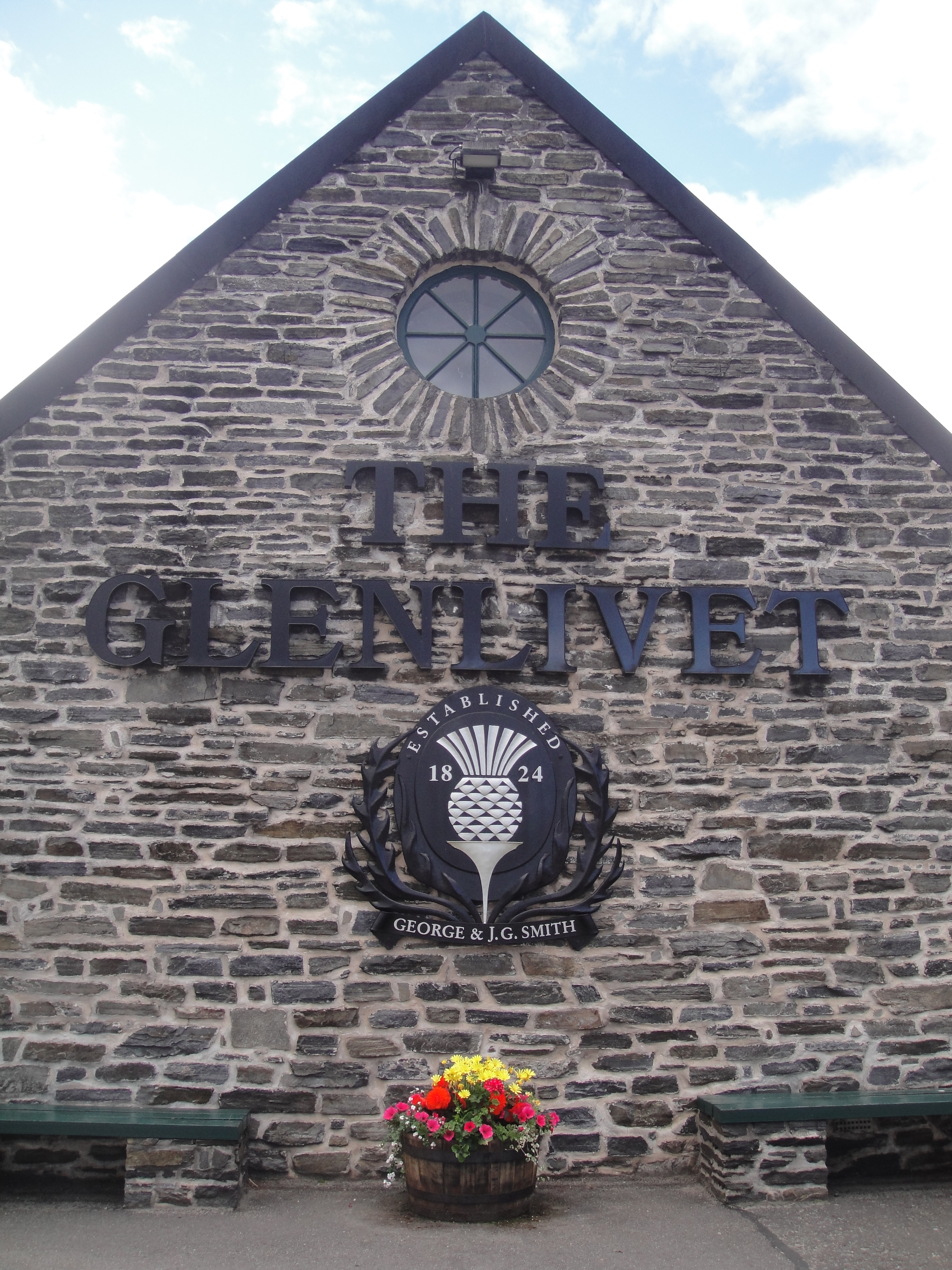
Gevel bezoekerscentrum

## De Whisky
De belangrijkste producten, die door de distilleerderij geproduceerd worden zijn:
- The Glenlivet Single Malt 12 Year Old
- The Glenlivet Single Malt French Oak Reserve 15 Year Old
- The Glenlivet Nadurra 16 Year Old Cask Strength
- The Glenlivet Single Malt 18 Year Old
- The Glenlivet Archive 21 Year Old
- The Glenlivet XXV 25 Year Old

Daarnaast worden een aantal producten ten behoeve van vliegvelden en veerboten geproduceerd:
- The Glenlivet 12 Year Old First Fill
- The Glenlivet 15 Year Old
- The Glenlivet 16 year Old Nadurra

Verder zijn er een aantal speciale producten, waaronder een breed scala aan 'special editions' (veelal gelimiteerde aantallen) en de beroemde "Cellar Collection":
- The Glenlivet Cellar Collection 1973 Cask Strength
- The Glenlivet Cellar Collection 1972 Cask Strength
- The Glenlivet Cellar Collection 1969 Cask Strength
- The Glenlivet Cellar Collection 1959 Cask Strength
- The Glenlivet Cellar Collection 1964 Cask Strength
- The Glenlivet Cellar Collection 1967
- The Glenlivet Cellar Collection French Oak Finish 1983
- The Glenlivet Cellar Collection American Oak Finish 30 Year Old

De malt whisky's van The Glenlivet worden ook gebruikt voor een aantal blend whisky's binnen het Pernod Ricard concern, zoals voor de Chivas Regal en de Royal Salute.

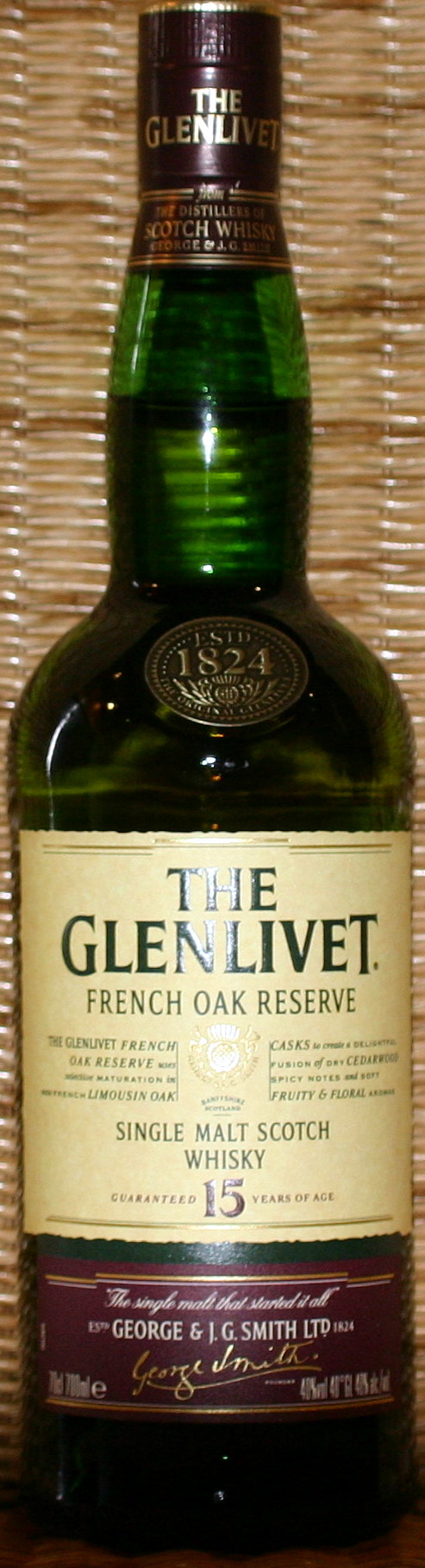
Single Malt 15 jaar oud